# Sparks, Texas
Sparks là một nơi ấn định cho điều tra dân số (CDP) thuộc quận El Paso, tiểu bang Texas, Hoa Kỳ. Năm 2010, dân số của nơi này là 4529 người.

## Dân số
- Dân số năm 2000: 2974 người.
- Dân số năm 2010: 4529 người.